# Szymański, Mykietyn – Music for String Quartet
Szymański, Mykietyn – Music for String Quartet – szósty autorski album Royal String Quartet z kompozycjami polskich awangardzistów Pawła Szymańskiego i Pawła Mykietyna, wydany 2 marca 2015 przez Hyperion. Płytę zrealizował dźwiękowo Simon Eadon, a wyprodukował Andrew Keener. Otrzymała ona nominacje do Fryderyków 2016 w kategoriach Najlepszy Album Polski Za Granicą i Najwybitniejsze Nagranie Muzyki Polskiej.

## Lista utworów

### Paweł Szymański
- Five Pieces for String Quartet [18'15]
  - I. Crotchet = 72 [3'21]
  - II. Dotted Quaver = 112 [1'55]
  - III. Quaver = 72 (Massimo) [3'12]
  - IV. Crotchet = 90 [5'19]
  - V. Crotchet = 48 [4'28]
- Four Pieces for String Quartet [20'24]
  - I. Crotchet = 90 – [5'53]
  - II. Crotchet = 60 – [5'54]
  - III. Crotchet = 120 – [1'51]
  - IV. Crotchet = 40 [6'46]
- Two Pieces for String Quartet [15'55]
  - I. Quaver = 60 – [4'07]
  - II. Quaver = 60 [11'48]

### Paweł Mykietyn
- String Quartet No 2 [12'17]